# Hierroanimación
Hierroanimación es un estudio de animación colombiano fundado como Hierro animación SAS en 2010 en la ciudad de Bogotá, Colombia. Está dedicada al desarrollo de contenido en animación digital para series de televisión, cortometrajes, largometrajes y proyectos transmedia.

## Reseña biográfica
El estudio es pionero en la producción de documental animado para televisión destacan: la serie "Cuentos de Viejos" que es parte de un proyecto transmedia, documental colaborativo; la serie infalntil "Migrópolis" que describe la migración desde el punto de vista de los infantes y la serie "Las Niñas de la Guerra" que relata historias de vida de menores de edad que hicieron parte de grupos armados irregulares en Colombia. Su primer largometraje "La otra forma" dirigido por Diego Felipe Guzmán tuvo su estreno en el Festival Internacional de Animación de Annecy y obtuvo el premio a mejor largometraje animado en el Festival de Sitges y en el Festival Chilemonos.

## Distinciones
- Anibia (selección oficial, 2023)
- ETREUM Horror Films Fest (Mejor Largometraje, 2023)
- International Film Festival Rotterdam (Selección oficial, 2023)
- Festival Internacional de Animación Annecy (selección ofiical contrachamp, 2022)
- Festival Internacional de Animación Chilemonos ( Mejor Largometraje +7, 2022)
- Festival de Cine de Sitges (Mejor largometraje sección Animat, 2022)
- Festival Internacional del Nuevo Cine Latinoamericano de La Habana (Selección oficial, 2022)
- Electric Dreams (Selecci{ón oficial, 2022)
- TOHorror Fantastic Film Fest (Selección oficial, 2022)
- Animac Lleida (Selección oficial, 2022)
- Premios Quirino (Selección Oficial, 2022)
- Brussels International Fantastic Film Festiva'l (Selección Oficial, 2022)
- Los Angeles Latino International Film Festival (Selección Oficial, 2022)
- CineToro Experimental Film Festival (Selección oficial, 2021)
- Festival Internacional de Marbella (Ganador, 2021)
- Linz International Short Film Festival (Selección Oficial, 2020)
- Esto Es Para Esto (Selección Oficial, 2020)
- New York Short Film Tuesdays (Selección Oficial, 2020)
- St. Lawrence International Film Festival - SLIFF Online (Selección Oficial, 2020)
- Madrid Film Awards (Selección Oficial, 2020)
- VERACRUZ SHORT FILM FESTIVAL (Selección Oficial, 2020)
- Montevideo World Film Festival (Selección Oficial, 2020)
- River Film Festival (Selección Oficial, 2020)
- Short Stop International Film Festival (Selección Oficial, 2020)
- Cardiff Mini Film Festival (Selección Oficial, 2020)
- International Film Festival Manhattan (Selección Oficial, 2020)
- INCA IMPERIAL INTERNATIONAL FILM FESTIVAL (Selección Oficial, 2020)
- Horrible Imaginings Film Festival (Jury Special Citation Adward, Cretivity Vision, 2020)
- Rolling ideas, Tirgu Mures, Transylvania (Ganador, 2020)
- Global Shorts, Los Ángeles, USA (Mención especial, 2020)
- Hollywood Blood Horror Festival, USA (Ganador Best Animated, 2020)
- Eurasia Fest International Film Festival, Rusia (Ganador Best animated, 2020)
- Bogoshorts Film Festival (Selección oficial, 2020)
- VAFI & RAFI - International Children and Youth Animation Film Festival (Selección oficial, 2020)
- Macabro: Mexico City International Horror Film Festival (Selección oficial, 2019)
- Prix Jeunesse Iberoamericano (Selección oficial, 2019)
- Insomnia International Animation Film Festival (Selección oficial, 2019)
- ANIMASIVO Ciudad de México (Selección Oficial, 2019)
- AI FILM FEST (Selección Oficial, 2019)
- Firm Film Festival (Selección Oficial, 2019)
- ANIMAL Film Fest (Selección Oficial, 2019)
- Oz Indie Film Festival (Selección Oficial, 2019)
- Festival Iberoamericano de Cortometrajes - IBEROFEST (Selección Oficial, 2019)
- Fan Chile (Selección oficial, 2019)
- Anima Mundi (Selección oficial, 2019)
- Rrolling Ideas (ganador, 2019).
- Factual Animation Film Festival (Selección oficial, 2019)
- Anima Latina (Selección Oficial, 2019)
- Indie Visions Film Festival (Ganador, 2019)
- Premios India Catalina (Nominado a Mejor serie de animación, 2016)
- Premios India Catalina (Nominado a mejor música original, 2015)
- Festival Internacional de animación de Annecy (selección MIFA projects, 2015)
- Cartoon 360 (Selección oficial, 2015)
- Cartoon Forum (Selección, 2015)
- Cinekid (Selección, 2015)
- Premio India Catalina (Premio a la Innovación o Mejor Nuevo Formato de Televisión, 2015)
- Japan Prize (Third Runner Up categoría juvenil, 2014)
- Premio India Catalina (Premio a la Innovación o Mejor Nuevo Formato de Televisión, 2014)
- Animation Hall of Fame Savannah International Animation Festival (Mejor Serie Animada para Televisión, 2014)
- ComKids - Prix Jeunesse Iberiamericano (Primer puesto Categoría Corazón de los Asistentes, 2014)
- ComKids - Prix Jeunesse Iberiamericano (primer premio no ficción de 7 a 11 años, 2014)
- ComKids - Prix Jeunesse Iberiamericano (Segundo premio no ficción de 12 a 15 años, 2014)
- Premio TAL de la TV pública y cultural latinoamericana (Mejor Microprograma, 2014)
- Premio TAL de la TV pública y cultural latinoamericana (Mejor Programa de Innovación, 2014)
- Bulgaria International Animation Festival Golden Kuker (Mejor episodio de serie de TV, 2014)
- Festival Internacional de animación de Annecy (Selección oficial categoría serie de tv, 2014)
- Vibgyor International Short and Documentary Film Festival (Selección Oficial, 2014)
- Toronto Animated Arts Festival International (Selección oficial, 2014)
- International Short Film Festival of India (Selección oficial, 2014)
- Festival Internacional Chilemonos (Selección oficial, 2014)
- Animac Lleida (Selección oficial, 2014)
- Hiroshima International Animation Festival (Sección especial “Animation for peace”, 2014)
- Festival FANTOCHE de Animación (Sección especial “The Latest Generation of Anti-Warriors, 2014)
- Festival Internacional de Animación de Córdoba, Anima (1era Mención animación para tv, 2013)
- GoGoToons Film festival (Selección oficial, 2013)
- Festival Internacional Nueva Mirada para la Infancia y la Juventud (Nominación, 2013)
- Festival internacional de cine de Lanzarote (Selección oficial. 2013)
- DokuBazaar Festival de cine documental Liubliana (Selección oficial, 2012)
- PixelLab (Selección oficial, 2012)
- Festival Internazionale Dell’Animazione Televisiva e Cross-Mediale, Cartoon on the bay (Selección oficial, 2012)
- Festival internacional de cine de Huesca (Selección oficial, 2012)
- DocCartoon, ildisegno del larealitá FestivalDocCartoon. Il disegno della realtá. 2º Festival internacional de documental animado y comic de no-ficción (Selección oficial, 2012)
- Festival Internacional de animación de Annecy (CITIA Imaginove prize del jurado crossmedia, 2011)
- Festival Internacional de animación de Annecy (Premio Adobe al mejor proyecto crossmedia, 2011)
- Festival Internacional de animación de Annecy (Premio INA Expert del Mifa Global Connect, 2011)